# Kurierhaus (Hannover)

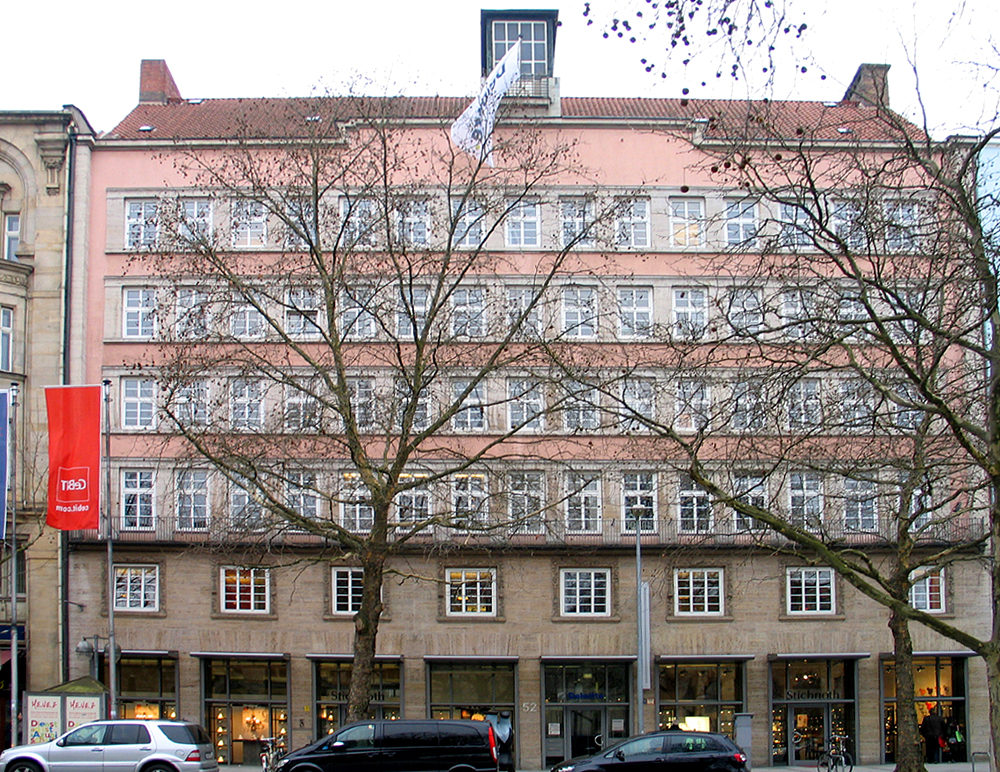
Das Kurierhaus in der Georgstraße 52; 2013

Das Kurierhaus in Hannover ist das in den 1920er Jahren errichtete ehemalige Presse- und Verlagshaus der Zeitung Hannoverscher Kurier. Standort des denkmalgeschützten heutigen Büro- und Geschäftshauses ist die Georgstraße 52 im Stadtteil Mitte.

## Geschichte und Beschreibung
Das zur Zeit der Weimarer Republik im Jahr 1927 errichtete Bauwerk durch die Architekten Gebrüder Siebrecht als Verlags- und Druckhaus „[...] für den Hannoverschen Kurier unter dem Verleger und stellvertretenden Vorsitzenden der Deutschen Volkspartei Walther Jänecke“ geplant, möglicherweise in einer Konkurrenz-Situation zu dem etwa zur gleichen Zeit entstandenen Anzeiger-Hochhaus.
Auf einem tief in die Altstadt hineinreichenden Grundstück und über den ehemaligen Stadtgraben als Teil der früheren Stadtbefestigung Hannovers erhob sich nun ein sechsgeschossiger Stahlskelettbau, dessen Innenhof dem Zeitungsverlag als Maschinensaal dienen sollte. Die Fassade zwischen den Nachbarbauten, anspruchsvolle Geschäftshäuser der „Prunkstraße Hannovers“, darunter das – ältere – Bankhaus Basse, hob sich durch „ein der neuen Bauaufgabe entsprechendes Gebäude der modernen Architektur“ deutlich hervor.
Nach dem Konkurs der Verlagsgesellschaft Dr. Walther Jänecke KG im Zuge der Medien-Konzentration des Hugenberg-Konzerns ging das Kurierhaus nach der Machtergreifung durch die Nationalsozialisten im Jahr 1933 in das Eigentum der Beindorffschen Vermögensverwaltung über; der Hannoversche Kurier erschien allerdings weiterhin.
1934 wurde das Kurierhaus Sitz der Redaktion der Niedersächsischen Tageszeitung.
Nachdem das Gebäude die Luftangriffe auf Hannover im Zweiten Weltkrieg überstanden hatte, diente es bereits ab 1946 nach Genehmigung der britischen Militärbefehlshaber als Verlagshaus für die Hannoversche Presse.
Auf Initiative der ebenfalls 1946 neu gegründeten Sozialdemokratischen Partei Deutschlands (SPD) wurde im Folgejahr 1947 im Erdgeschoss die Volksbuchhandlung eingerichtet, die zeitweilig auch unter dem Namen Leibniz-Buchhandlung firmierte.
1957 zog die Hannoversche Presse in den Neubau der – heutigen – ver.di-Höfe an die Goseriede um, im selben Jahr gab auch die im Erdgeschoss des Kurierhauses angesiedelte Buchhandlung den Standort an der Georgstraße vorübergehend auf. Seitdem diente das Gebäude als Büro- und Geschäftshaus.
Ab 1964 zog die Volksbuchhandlung an ihren ehemaligen Standort im Kurierhaus zurück. Sie wurde 1987 von Otto Stender übernommen, der das Unternehmen dann als Georgsbuchhandlung fortführte.
Unterdessen war das Kurierhaus ab 1974 für einige Jahre Aufführungsstätte des Lichtspielhauses Gloria-Center, das hier unter dem Filmkaufmann Robert Billerbeck drei Kinosäle unterhielt.

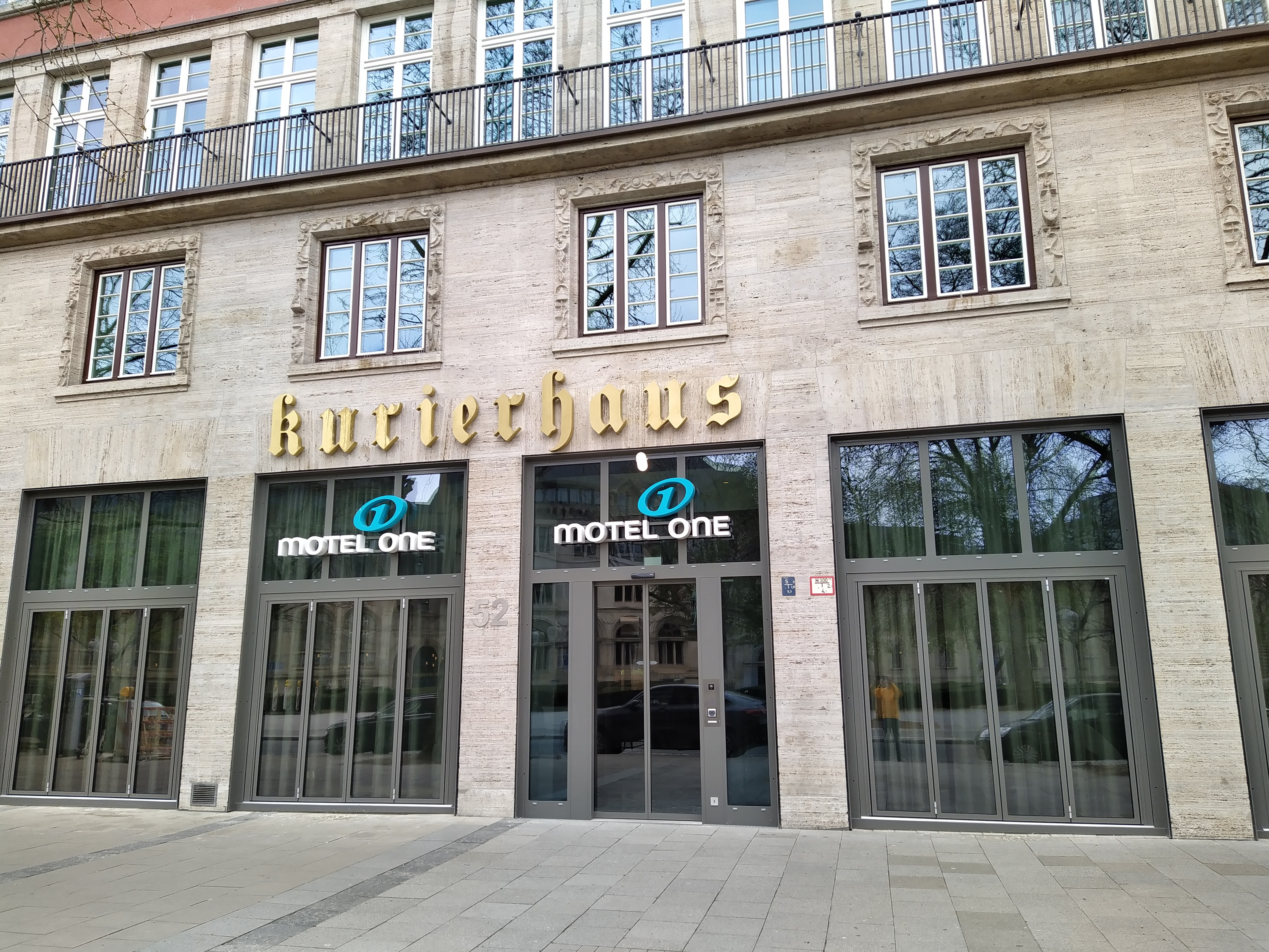
Eingangsbereich als Motel One

In den Jahren 2021/2022 wurde das Haus zu einem Hotel der Motel One Gruppe umgebaut.

## Baubeschreibung

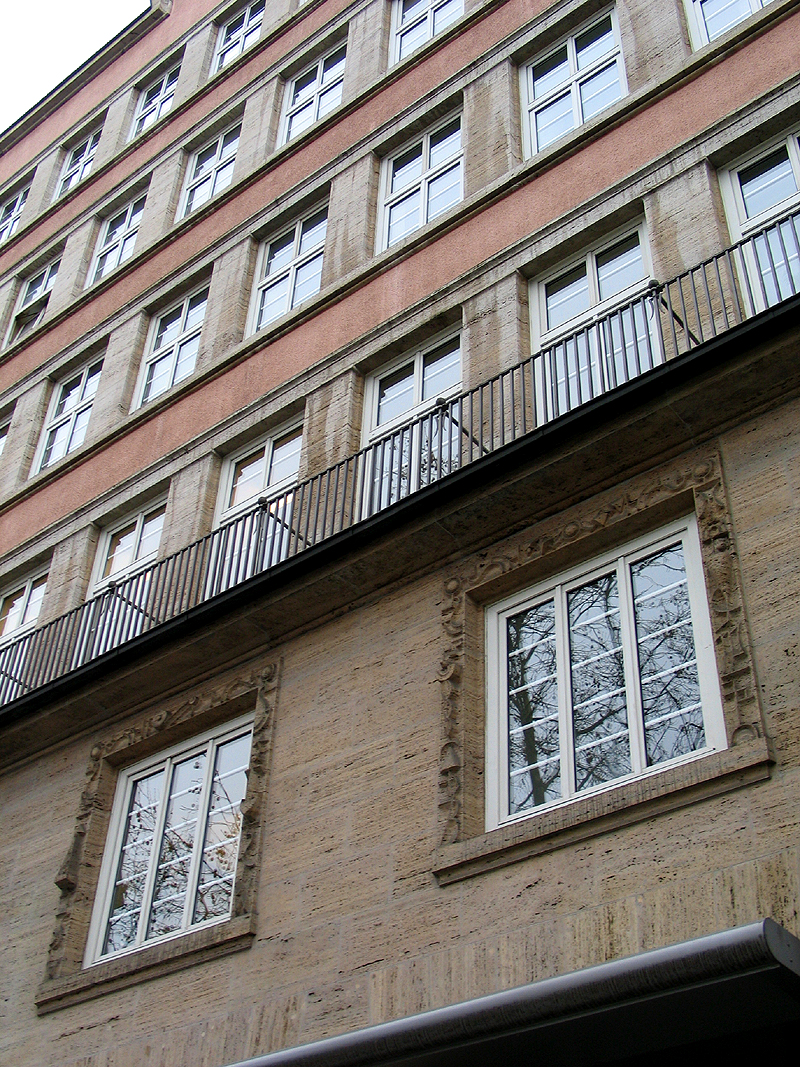
Travertinplatten und abstrakte Bauplastik von Ludwig Vierthaler (und Paul Brasack?), darüber horizontale Gliederung durch rötlichen Putz

Das Gebäude hob sich von Anfang an vor allem durch seine starke horizontale Gliederung von den umliegenden Bauten ab. Über dem bis in das erste Obergeschoss reichenden Sockel aus Travertin springen Fensterbänder aus der zur Straße weisenden Fassade hervor, zusammengesetzt aus hochrechteckigen Fenstern, die leicht über eine ursprünglich rotbraune Fläche aus Putz in den vier oberen Geschossen herausstehen. Die Fensterrahmen harmonisierten mit der Farbe des Putzes durch ihren ursprünglich roten Anstrich. Lediglich die Mittelachse wurde durch hervorstehende, hochrechteckige Leuchten geometrisch betont, die den Eingang fassten, sowie durch den Schriftzug „Kurierhaus“ und den Turmaufsatz. In Dachhöhe springt mittig ein gezackter Rahmen hervor, der den Schriftzug „Hannoverscher Anzeiger“ trug.
Die abstrakte Bauplastik schuf der Bildhauer Ludwig Vierthaler, möglicherweise gemeinsam mit Paul Brasack.
Im Gebäude-Inneren haben sich insbesondere die Treppe sowie Reste der ehemaligen Geschäftsstellen-Dekoration im Erdgeschoss erhalten.